# Sidy család

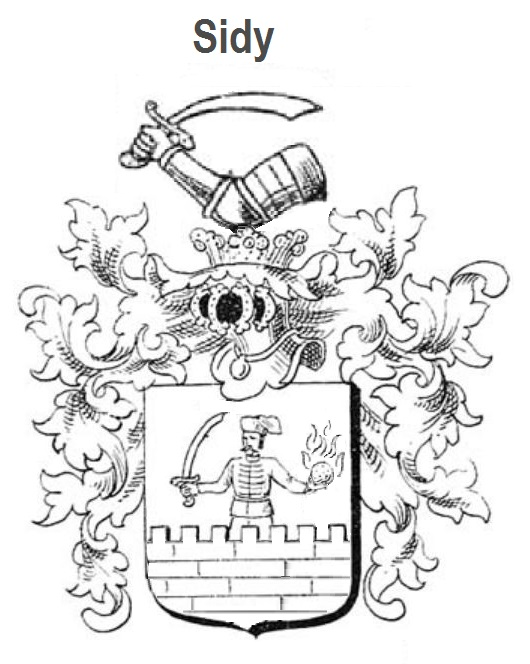
A Sidy család címere (rajz)

A sidi Sidy család (néha előfordul: Sidi, Zidy, Sydy) egy Zala vármegyei nemesi család, amelynek a Sidy Mihály egervári vicekapitánytól származó az ága kihalt a 18. század végén; más Zsidy / Zsidi családbeliek is igazolták a nemességüket egyéb településeken Zala megyében.

## Család története

### Sidy Mihály vicekapitány

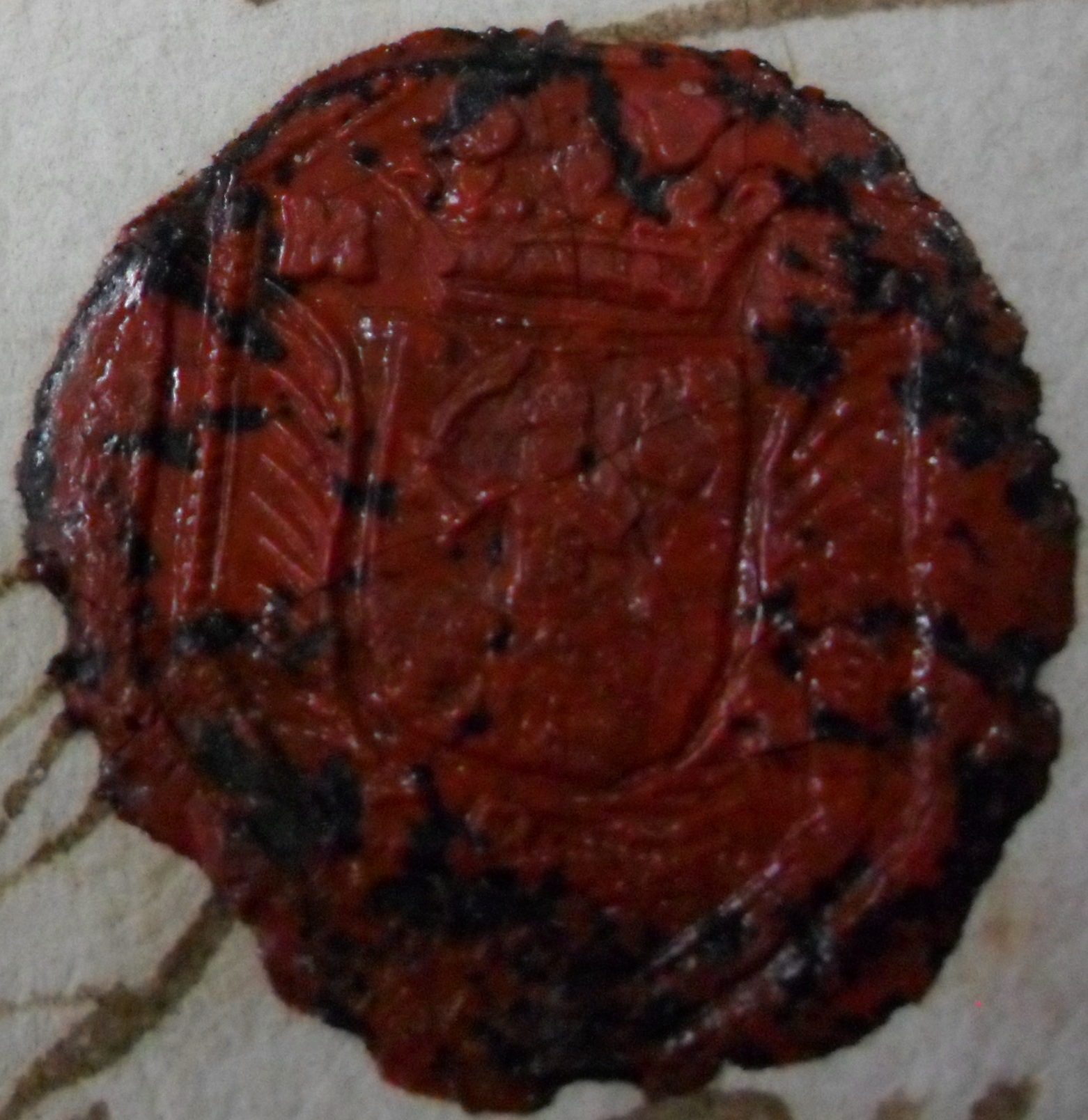
Sidy Mihály (fl. 1672–1711), az egervári várkastély helyettes kapitánya, zalai főszolgabíró, földbirtokos címeres viaszpecsétje (kelt:	1691. május 26.).

A régi zalai nemesi család a keszthelyi járásbeli, már eltűnt, Zsid (Syd, Sydy) nevű településről származott, amelynek a helyén ma Várvölgy áll. A település első említése 1256-ból származik; akkor a "Syd" név alatt szerepelt. A 15. század végétől fogva a település a Győri káptalan földesúri joghatósága alatt állt. A zalai kapornaki járáson elhelyezkedett Rád nevű településen lakott egy Sidy János, földbirtokos, aki 1699-ben már nem élt, és felesége és örökösei ekkor pereskedtek. A zalai nemesi összeírásokon a következő 150 évben továbbra is szerepelnek a Sidy családbeliek a településen.
Egy másik ága a családnak, amely a 17. században emelkedett fel, jó házasság révén nagyobb birtokállományhoz jutott Zala vármegyében. A 17. század második felében, a nemesi Sidy család (barokk kori magyar írásformában: Zidÿ) sarja sidi Sidy Mihály (c.1645–†1711), az összeírások szerint Győr vármegyei származású volt és 1672-ben a Nagyszombati Egyetemen végezte a tanulmányait. Az ősrégi zalamegyei szenterzsébeti Terjék családból való szenterzsébeti Terjék Máriával kötött házasságot, akinek az édesapja, szenterzsébeti Terjék János (fl. 1632–1674), a nyitrai püspökség tiszttartója, és egyben az esztergomi érsek Szelepcsényi Györgynek, majd Széchenyi György érseknek az egykori szervitora volt. Terjék Mária édesanyja, Maholányi Borbála, rokonságban állt Szelepcsényi érsekkel. Sidy Mihály az 1680-as évek második felében, és az 1690-es évek elején, Zala vármegyében, az egervári vajdai, majd az 1690-es évek második felében, a helyettes kapitányi tisztséget töltötte be gróf Széchenyi György (1656–1732) várnagy mellett, aki az esztergomi érsek unokaöccse volt.
Sidy Mihály 1690-ben szerepelt mint nagypáli és zélpusztai birtokos, majd 1692. május 4-én I. Lipót magyar király királyi birtokadomány révén beiktatta a Teskándon, Dobronyban és Szenterzsébeten földbirtokrészekre. 1701. december 17-én Sidy Mihály zálogba adta a zélpusztai birtokot szentgyörgyvölgyi falubelieknek, gróf Széchenyi György jobbágyainak, 120 forintért (később unokája, boldogfai Farkas Ferenc (1713-1770) zalai alispán, visszaváltotta 1749-ben).
Sidy Mihály zalamegyei külön kiküldött követ jelen volt 1705. szeptember 20-án a szécsényi országgyűlésen. 1707. január 23-án, mivel nemes Török István sümegi várparancsnok visszavonult a tisztségéről, a sümegi commendánsságra (várparancsnokságra) Egerváry Istvánt, Palásthy Lászlót és Sidy Mihályt gróf Esterházy Antal bizta meg. Sidy Mihály andráshidai földbirtokos 1709-ben a kapornaki járás főszolgabírájáként tevékenykedett; állandó lakhelye a Kálóczfán levő háza volt. 1709. december 16-án a Sümegen tartott Zala vármegye közgyűlésén, mivel nemzetes Sidy Mihály nem rendelkezett a saját járása kebelében állandó lakóhellyel, amit az akkori dolgok állása megkövetelte, ezért lemondott a hivataláról és helyére a vármegyék közönsége rajki Rajky Pál urat választotta meg főszolgabírónak. 1710. február 28-án, Keszthelyen, ismét szolgabíróként szerepelt Sidy Mihály Zala és Somogy vármegyék általános megyegyűlésén.

### Sidy Mihály leszármazottjai

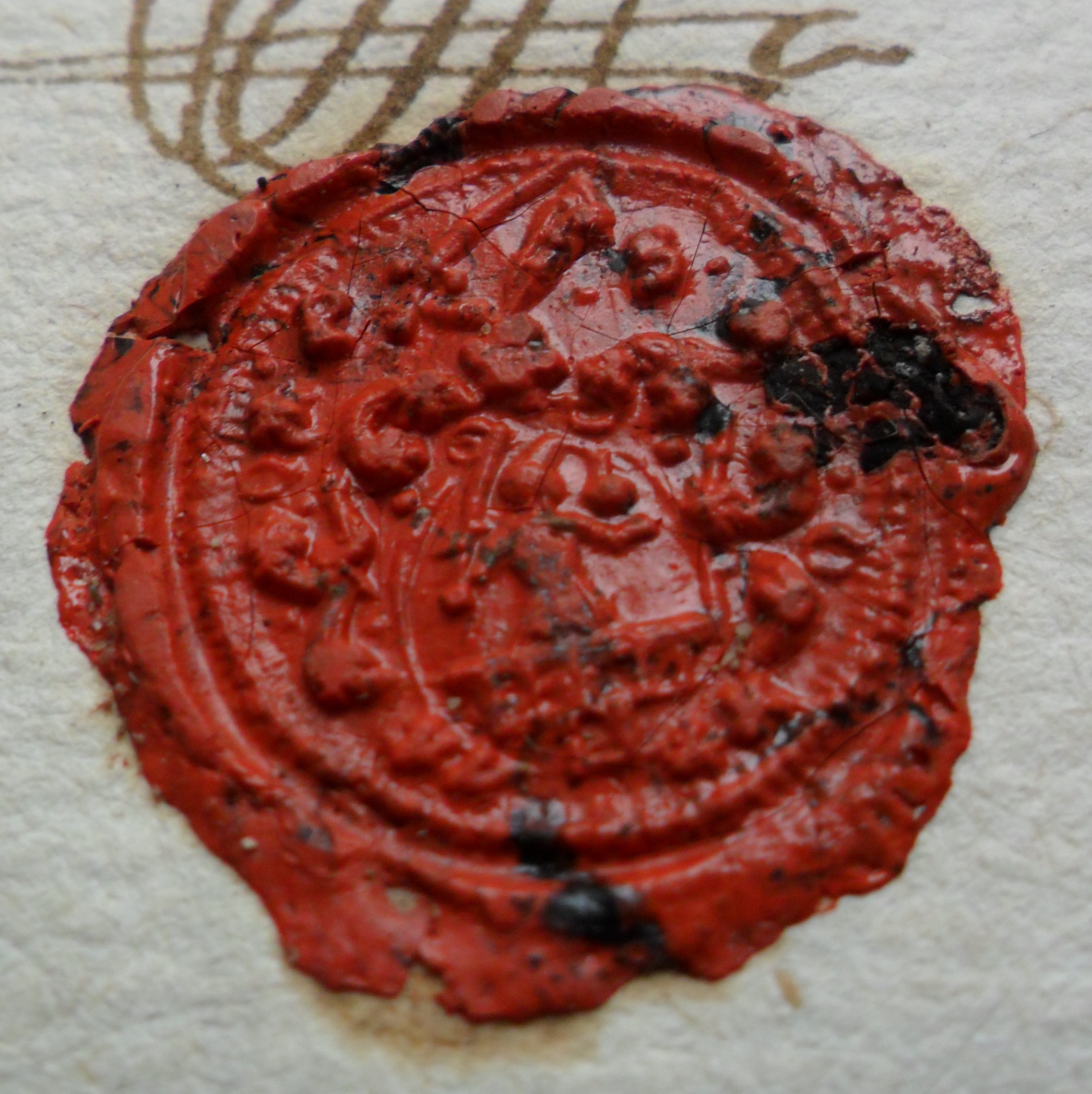
Ifjabb Sidy Pál (1723-1779), zalai táblabíró, zalaegerszegi alszolgabíró, földbirtokos viaszpecsétje a családja címerével (kelt: 1755. május 18.).

Sidy Mihály és Terjék Mária egyik lánya, sidi Sidy Dorottya (1693-1775), hosszú életet élt; férje, boldogfai Farkas János (†1724), zalai helyettes főszolgabíró volt, alsóeőri Farkas Mihály (fl. 1656–1664), törökverő és ságodi Péter Éva fia. Sidy Dorottya Boldogfán hunyt el, és egyetlen gyermeke boldogfai Farkas Ferenc (1713-1770) zalai másodalispán volt. Sidy Mihály és Terjék Mária másik lánya, Sidy Mária, a Kálóczfapusztán lakó farkaspatyi Farkas Gábor házastársa lett. Az egervári helyettes kapitány egyetlen fiúgyermeke, idősebb Sidy Pál andráshidai földbirtokos volt, aki először 1726 és 1734 között alszolgabíró az egerszegi, majd 1741. október 29.-e és 1744. augusztus 30.-a között főszolgabíró volt a kapornaki járáson. 1729-ben Sidy Pál építőbiztos vezetése alatt megkezdték Zalaegerszegen a régi vár helyében az új vármegye háza építését.
Idősebb Sidy Pál feleségül vette galánthai Bessenyey Erzsébetet, galánthai Bessenyey László (1664-1716) zalai alispán lányát. Sidy Pál és Bessenyey Erzsébet házasságából született: Sidy Mária (1733-1762) aki 1760. június 6-án Andráshidán ment férjhez kurtakeszi Baranyay Mihály (1717-1771) egerszegi várnagyhoz; nemes Magyarossy Imréné Sidy Dorottya (1724-?); Sidy Erzsébet, akinek a férje, ákosházi Sárkány Ignác (1729-1772), nagylengyeli birtokos volt, akinek a szülei, ákosházi Sárkány Gábor szolgabíró és szenterzsébeti Terjék Júlia voltak. A lányok mellett, két fiúgyermek is született: Sidy Mihály, aki Szladovits Katalint vette el, és ifj. Sidy Pál (1723-1779), zalai táblabíró, andráshidai és salomvári földbirtokos, az egerszegi járás alszolgabíraja 1756 és 1773 között. 1776. december 20-án a gelsei urbárium megállapodásában szerepelnek Sidy Pálnak és Bessenyey Erzsébetnek két lánya: özvegy ákosházi Sárkány Ignácné Sidy Erzsébet és özvegy Steffanics Ferencné Sidy Magdolna a galánthai Bessenyey család ottani földbirtoka örököseiként. A gelsei földbirtok egykor elődjüknek, galánthai Bessenyey László (1664-1716), Zala vármegye alispánjának a birtokállományához tartozott; az urbárium összeirásakor a Sidy özvegyasszonyok mellett még szerepelt özvegye, Bessenyey Lászlóné táplánfalvi Nagy Anna asszony.
Ifjabb sidi Sidy Pál táblabírónak az első felesége, salomvári László Borbála (1727-1751) úrnő volt, akinek a szülei salomvári László Mihály és ákosházi Sárkány Magdolna voltak. A második házastársa, sághi Rusa Terézia (1736-1768), sághi Rusa János és Újvári Erzsébet lánya volt. Mária Terézia úrbérrendezés korában Sidy Pálnak négy úrbéri birtokkal rendelkezett, és összesen 323 úrbéri holdja volt, 19 jobbágy és 4 zsellér családja. A legnagyobb a 106 úrbéri holdas salomvári birtoka volt, amellett Andráshidán, Bocföldén, Pusztaapátin is volt földbirtokos. A salomvári római katolikus egyház számára több adományt tett élete során; halálakor bejegyezték a halotti összeírásbán azt hogy "Dominus Perillustris Paulus Sidi ex Salomvár Anno aetatis suae 56. optimus hic Ecclesiarum et parochicae hujus benefactor requiescat in pace. amen". Első feleségétől, salomvári László Borbálától született az egyetlen leszármazottja aki elérte a felnőttkort és hagyott leszármazottakat maga után: sidi Sidy Katalin (1749–1796). Sidy Katalin 1773. január 24-én Salomváron, házasságot kötött a zalai nemesi származású nemesvitai Viosz családból való nemesvitai Viosz József (1733-1803), táblabíró úrral, a szántói járás alszolgabírájával, aki nemesvitai Viosz Tamás, Zala vármegyei esküdtnek a fia volt. Viosz Józsefné Sidy Katalin 1796-ban hunyt el Salomváron, és benne kihalt a Sidy család; örököse, a leánya, nemesvitai Viosz Zsuzsanna (1775-1826) úrnő volt, akinek a férje, zokoli és illyefalvi Csutor János (1771-1815), táblabíró, Zala vármegye tiszti ügyésze, gyermekük, zokoli és illyefalvi Csutor Imre (1813–1891) Zala vármegye alispánja, földbirtokos volt.
Az 1790-es Zala megyei nemesi összeírásban szerepel Andráshidán Sidy László, aki Sidy Pál fia; az 1829-es zalai nemesi összeírásban Sidy Mihály egervári vice kapitánynak egyik fiúági leszármazottja sem szerepel életben.
Az 1765. július 16-án kelt tanúvallomáson az Andráshidán lakó Sidy családot kérdezték meg, ha rokonságban lenne a Rádon lakó Sidy családdal, amely éppen egy nemesi investigáció alatt állt; erre az andráshidai család azt felelte, hogy semmi rokoni kapcsolatról nem tudnak a két család között.

## A család címere
A család címere leírása: "Kékben ezüst várfalból kinövő vörös ruhás vitéz, jobbján görbe kardot, balján lángoló ágyúgolyót tart." A sisakdísz: "ezüst könyöklő páncélos görbe kardot tartó kar."

## Az eddig ismert családfa
- A1 Mihály (*?–†1711) az Egervári várkastély vajdája, majd a vicekapitánya, földbirtokos, főszolgabíró, zalamegyei külön kiküldött követ a szécsényi országgyűlésen. 1 felesége: szenterzsébeti Terjék Mária. 2. felesége: Madarász Terézia
  - B1 (1. házasságból) Dorottya (*1693–†Boldogfa, 1775. március 1.) Férje: boldogfai Farkas János (*?–†1724) A zalaegerszegi járás helyettes főszolgabírája
  - B2 (1. házasságból) Mária (fl. 1712–1715). Férje: farkaspatyi Farkas Gábor (fl. 1712–1715), kálócfapusztai földbirtokos
  - B3 (1. házasságból) Pál (fl. 1707–1744), földbirtokos, a kapornaki járás főszolgabírája. Felesége: galánthai Bessenyey Erzsébet (fl. 1723–1738)
    - C1 Pál (*Andráshida, 1723. január 28. -† Salomvár, 1779. május 26.), táblabíró, andráshidai és salomvári földbirtokos, az egerszegi járás alszolgabíraja. 1. felesége: salomvári László Borbála (*Salomvár, 1727. április 22. -† Salomvár, 1751. szeptember 26.) 2. felesége: sághi Rusa Terézia (*Meszlen, 1736. november 28.-† Salomvár, 1768 szeptember 11.)
      - D1 Mihály (1.házasságból) (*Salomvár, 1746. július 5.–†?)
      - D2 János (1.házasságból) (*Salomvár, 1747. október 11.–†Salomvár, 1772. január 3.)
      - D3 Katalin (1.házasságból) (*Salomvár, 1749. október 21. -†Salomvár, 1796. május 16.). Férje, nemesvitai Viosz József (*Nemesvita, 1733. -† Nemesvita, 1803. február 5.) táblabíró, a szántói járás alszolgabírája, birtokos.
      - D4 Rozália Apollonia (2.házasságból) (*Salomvár, 1755. március 29. -† Salomvár, 1755. július 25.)
      - D5 Julianna (2.házasságból) (*Salomvár, 1756. február 18. –†?)
      - D6 Erzsébet (2.házasságból) (*Salomvár, 1759. január 25.-†Andráshida, 1786. február 19.)
      - D7 József Károly (2.házasságból) (*Salomvár, 1760. július 1. -†?). Felesége, Péterfi Julianna
        - E1 Anna (*Andráshida. 1777. december 17.–†?)

      - D8 Anna Judit (2.házasságból) (*Salomvár, 1762. március 17.-†?)
      - D9 Terézia Zsófia (2.házasságból) (*Salomvár, 1764. augusztus 7. -†?)
      - D10 Pál (2.házasságból) (*Salomvár, 1766 április 11. -† Salomvár, 1778. május 26.)
      - D11 László Bálint (2.házasságból) (*Salomvár, 1768. február 15.–†Nemesvita, 1790. november 9.), földbirtokos. Nőtlen.[39]

    - C2 Dorottya (*Andráshida, 1724. március 15.–† ?) Férje: nemes Magyarossy Imre
    - C3 János (*Andráshida, 1726. július 28.
    - C4 László (*Andráshida. 1731. április -† ? )
    - C5 Mária (*Salomvár, 1733. június 16.–†Zalaegerszeg, 1762. április 23.) Férje: kurtakeszi Baranyay Mihály (*1717 –†Zalaegerszeg, 1771. március 8.) egerszegi várnagy.
    - C6 Mária Magdolna (*Andráshida, 1736. augusztus 14.–†Gelse, 1817. május 16.). Férje: nemes Steffanics Ferenc (*1721.–†Andráshida, 1776. május 17.), földbirtokos.
    - C7 Rozália (*Andráshida, 1738. augusztus 10. -†?)
    - C8 Erzsébet. Férje: ákosházi Sárkány Ignác (*1729 –† Nagylengyel, 1772. január 11.), nagylengyeli birtokos.
    - C9 Mihály. Felesége: Szladovits Katalin

  - B4 (2. házasságból) Gábor Sándor (*Kálócfapuszta, 1707. március 4. -†?)